# Estrada de Ferro Noroeste do Brasil
A Estrada de Ferro Noroeste do Brasil (NOB) era uma companhia ferroviária brasileira que operava uma rede ferroviária de bitola métrica (um metro de distância entre os trilhos) com extensão de 1622 quilômetros,  construída na primeira metade do século XX. Sua linha-tronco vai de Bauru até Corumbá, na divisa com a Bolívia, onde faz integração com a rede ferroviária boliviana até Santa Cruz de la Sierra. Possui um ramal da estação Indubrasil, em Campo Grande a Ponta Porã, na divisa com o Paraguai, e outro de Corumbá ao porto de Ladário. Em Bauru, já considerado o maior entroncamento ferroviário do país, se integra com a linha da E.F. Sorocabana, de bitola métrica, que desce até a baixada santista, com a linha da Companhia Paulista de Estradas de Ferro, de bitola larga, que começa em Jundiaí e com a ferrovia Alta Paulista, de bitola larga, que segue paralela à NOB até a divisa com Mato Grosso do Sul, em Panorama – na NOB, Castilho/Três Lagoas. O traçado da Noroeste ainda serve aos trens de celulose de Três Lagoas até o porto de Santos (descendo pela linha da Sorocabana após chegar em Bauru), aos trens de aço de Bauru até a Bolívia e aos trens de minério das minas da região de Corumbá até o porto de Ladário.
Inicialmente de iniciativa privada, passou ao controle da União antes de ser completada (1917). Foi incorporada à Rede Ferroviária Federal S.A. na criação desta (1957), como uma de suas regionais. No processo de desestatização da RFFSA, a ferrovia foi concedida como Malha Oeste à Ferrovia Novoeste S.A., que em 2006 foi fundida juntamente com a Brasil Ferrovias à América Latina Logística, que em 2015 se fundiu à Rumo Logística, pertencente à Cosan, passando a ser Rumo-ALL, que ainda tem a concessão da malha oeste mesmo depois de tantas transições entre as concessionárias.

## OTrem do Pantanal
A linha foi inaugurada em 1914 até o rio Paraguai, chegando a Corumbá em 1952. Foi nos anos 1960, 1970 e 1980 que a ferrovia viveu seu apogeu, sendo chamada por alguns, erroneamente, como o Trem da Morte (visto que o verdadeiro Trem da Morte era a sua extensão boliviana a partir de Puerto Suárez).
De 1996 a 2009, funcionou apenas como transporte cargueiro. Por treze anos o contrato de concessão compreendeu apenas o serviço de cargas. Assim, os trens de passageiros foram desde então suprimidos em toda a Malha Oeste. Como os trilhos foram removidos da zona central de Campo Grande em 2004, as composições partem da estação Indubrasil . Em 2006, a linha foi adquirida pela América Latina Logística, que a comprou do grupo americano Noel Group, até então administradora do trecho. Mediante convênio realizado entre o estado de Mato Grosso do Sul e a Rede Ferroviária Federal, foi criada uma linha de passageiros entre Campo Grande e Miranda, primordialmente turística, chamada oficialmente Pantanal Express. Estava prometido que iria até Corumbá em 2011 mas isso não aconteceu. O projeto foi inaugurado em 8 de maio de 2009 pelo Pres Lula. A volta do Trem do Pantanal estava prometido 2005 mas só aconteceu em 2009.
Apesar de chamar-se Trem do Pantanal, seu roteiro, por enquanto, é só Campo Grande - Aquidauana - Miranda. O trem tem capacidade total de 282 lugares (no início de 2010). Foi construída uma bela estação em frente à antiga para esta finalidade . Os trens de carga continuam entrando frequentemente em Campo Grande mas só até a Estação 903, por onde a ALL transportou 23 milhões de litros de combustíveis em 2011.

## A história
Desde o Segundo reinado (meados do século XIX) se discutia a construção de uma ligação férrea do longínquo Mato Grosso ao litoral brasileiro. Até então o acesso poderia ser feito exclusivamente por navegação pela bacia platina, o que dependia de relações com a Argentina e o Paraguai. A Guerra do Paraguai/Tríplice Aliança (1864-1870) evidenciou a crítica falta de meios de transporte àquela região. Um exemplo foi o primeiro contingente brasileiro enviado após a declaração de guerra (confira no artigo sobre A retirada da Laguna), que demorou oito meses para percorrer os mais de dois mil quilômetros entre a Capital Imperial e a vila de Coxim, na então província do Mato Grosso. Quando a coluna militar chegou ao seu destino, este já estava abandonado e queimado pelos paraguaios.
Assim, cogitaram-se vários planos para a construção de uma ferrovia. Um dos traçados imaginados (1871) foi entre Curitiba e Miranda, que seria concedido ao Barão de Mauá, entretanto nem sequer foi aprovado. Outro traçado seria entre Uberaba e Coxim, justamente o caminho percorrido pela coluna militar supracitada. Em 1890, já sob a égide da República, foi feita concessão do privilégio de zona ao Banco União de São Paulo, que muito depois realizou estudos apenas do trecho inicial, que nem sequer chegou a ser executado.
Em 1904 foi criada a Companhia Estrada de Ferro Noroeste do Brasil, para quem então a concessão foi transferida. Entretanto, a Companhia Paulista percebeu que a nova rota acabaria desviando o tráfego diretamente para Minas Gerais e Rio de Janeiro, passando fora do estado de São Paulo, o que seria prejudicial aos seus negócios. Assim, sob seu patrocínio, o Clube de Engenharia do Rio de Janeiro divulgou parecer técnico, sugerindo que a nova ferrovia deveria partir da então vila de São Paulo dos Agudos (localidade já alcançada pelas linhas tanto da Paulista quanto da E.F. Sorocabana), e com destino a Cuiabá.
Como o traçado da Sorocabana já estava na iminência de alcançar a vila de Bauru, decretou-se então que a Noroeste deveria partir dos trilhos da Sorocabana em direção a Cuiabá.

### O início da empreitada
Destarte, em julho de 1905, iniciou-se em Bauru a construção da Linha Tronco (Estrada de Ferro Noroeste do Brasil). A inauguração do primeiro trecho se deu em 29 de setembro de 1906, até Lauro Müller (km 92), no atual município de Guarantã. A construção foi prosseguindo gradativamente.

### Mudança de planos: destino Corumbá e repartição da concessão
Em 1907, o destino da concessão federal foi novamente modificado de Cuiabá para o porto fluvial de Corumbá, na divisa com a Bolívia, em pleno Pantanal. Em seguida (1908), a concessão foi dividida em duas partes: a primeira entre Bauru e Itapura (próximo à foz do Rio Tietê), e a segunda entre Itapura e Corumbá. A primeira parte não se alterou. Já a segunda passou a figurar juridicamente como domínio da União, embora devesse ser construída pela própria Companhia E. F. Noroeste do Brasil e arrendada à mesma por sessenta anos.

### Bauru-Itapura

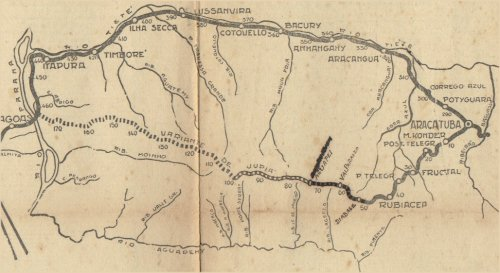
Mapa provavelmente da década de 1920, mostrando a linha-tronco da época (posterior Ramal de Lussanvira) e a construção da Variante de Jupiá, que se tornou o atual tronco.

Ainda quanto ao trecho Bauru-Itapura, Araçatuba foi inaugurada em 2 de dezembro de 1908 e dali a linha tomou rumo à margem esquerda do Rio Tietê, prosseguindo a Oeste rente ao leito do mesmo até finalmente atingir Itapura no início de 1910.

#### A Variante de Jupiá e o Ramal de Lussanvira
A margem do Rio Tietê, onde aventurou-se a ferrovia após Araçatuba até Itapura, era região infestada de malária e outras doenças tropicais, algo que no início do século XX preocupava muito. Assim, a partir da década de 1920, iniciou-se a construção da Variante de Jupiá, mais ao Sul, seguindo o espigão divisor de águas dos rios Aguapeí (ou Feio) e Tietê.
A variante foi completada em 1940, quando então passou a ser considerada linha-tronco. A partir de então, os trilhos entre a estação de Lussanvira e o novo tronco (incluídos os das estações Ilha Seca, Timboré e Itapura) foram arrancados. O trecho de Araçatuba a Lussanvira tornou-se o Ramal de Lussanvira. O ramal funcionou até por volta de 1962, quando finalmente foi extinto e seus trilhos arrancados. A estação foi submersa pelo lago da Usina Hidrelétrica de Três Irmãos em 1990.

### Itapura-Corumbá

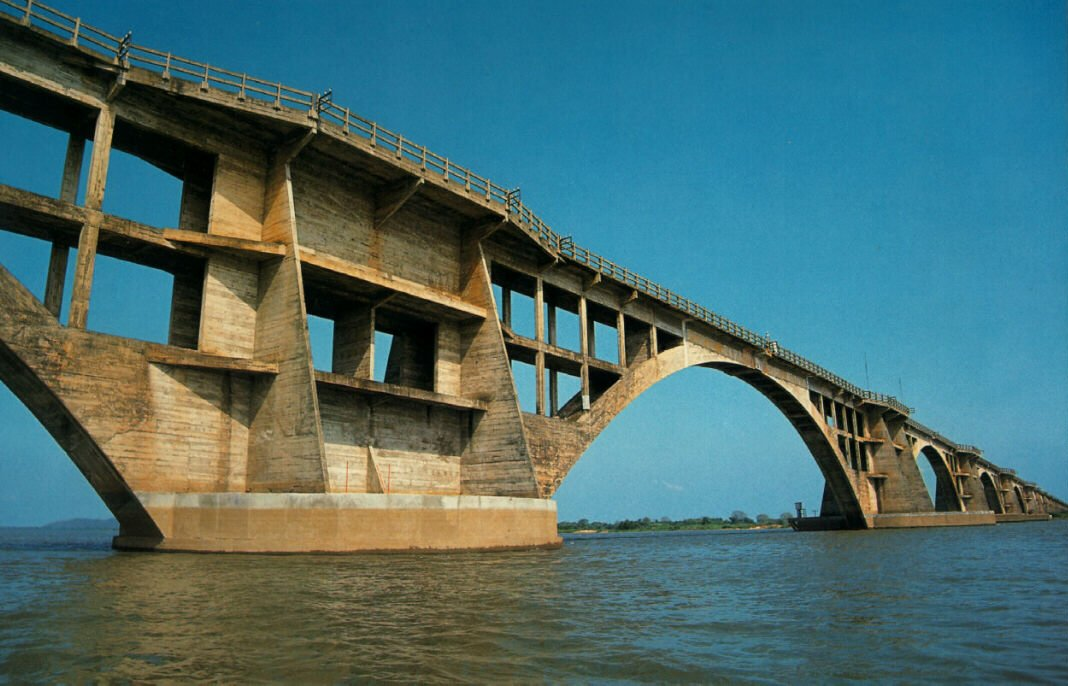
Ponte Eurico Gaspar Dutra, sobre o Rio Paraguai. Inicialmente era chamada de Ponte Barão do Rio Branco

Em maio de 1908 iniciou-se então a construção da ferrovia Itapura-Corumbá. Duas equipes trabalharam simultaneamente nas duas extremidades, a partir de Itapura e a partir de Porto Esperança. A ligação foi feita em 1914, nas proximidades da estação então convenientemente denominada Ligação.

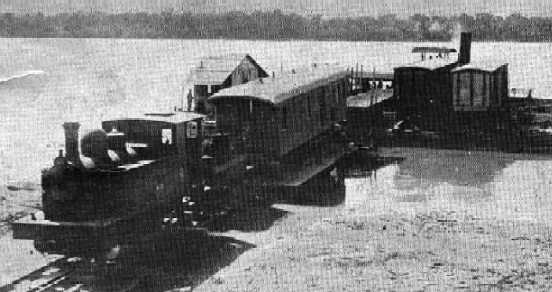
Locomotiva manobra vagões da N.O.B. na balsa para atravessar o Rio Paraná, procedimento comum até 1926.

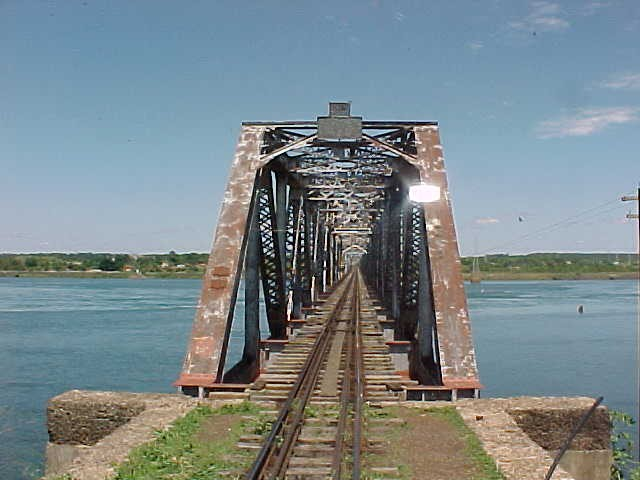
Ponte Francisco Sá, sobre o Rio Paraná.

Houve grande dificuldade de atravessar os principais rios, Paraná e Paraguai. Devido à grande largura do leito dos mesmos, a construção das respectivas pontes foi demorada, pois exigiu grande complexidade de engenharia. Em ambos os casos, a navegação foi a solução temporária.
Sobre o Rio Paraná, até a inauguração da Ponte Francisco de Sá (1926), a travessia das composições era feita por balsa, procedimento auxiliado por locomotivas manobreiras nas duas margens do rio. Informações dão conta de que apenas os trens de carga atravessavam pela balsa. Os passageiros desciam na estação Jupiá e faziam a travessia por um navio auxiliar. Isto era feito provavelmente por questões de segurança, conforto e celeridade, mesmo porque imagina-se que a balsa demorava para ser carregada e descarregada.
Com a inauguração da ponte metálica, a estação Jupiá foi transferida para a outra margem, passando a ser a primeira estação do lado sul-mato-grossense.
A maior dificuldade, todavia, foi no caso do rio Paraguai. O ponto final planejado, Corumbá, estava do outro lado, 78 km rio acima. Na estação de Porto Esperança, inaugurada em 1912, os passageiros tomavam o navio a vapor para Corumbá, viagem que demorava cerca de doze horas. Em pleno Pantanal, o leito do rio variava muito, por isso nem a travessia por balsa foi instalada. Apenas em 1937 houve a decisão de construir a ponte, pois a ferrovia boliviana já estava em avançado estágio, tendo seu ponto final em Santa Cruz de la Sierra, região central daquele país. A construção durou uma década, sendo inaugurada em 1947 com o nome de Ponte Eurico Gaspar Dutra, (inicialmente Ponte Barão de Rio Branco). Contudo, somente em 1952 (quarenta anos após chegar a Porto Esperança) a ferrovia chegou a Corumbá.

#### O ramal de Porto Ladário
A estação de Corumbá fica distante do leito do rio. Assim, para dar acesso portuário à ferrovia, criou-se um pequeno ramal até Ladário, município-enclave de Corumbá. A estação de Porto Ladário fica nas proximidades da Base Naval de Ladário, da Marinha do Brasil, e tem servido também à indústria de cimento Itaú.

#### O ramal de Ponta Porã
Na década de 1950 foi construído o Ramal de Ponta Porã, bifurcando-se da linha-tronco na estação de Indubrasil, no município de Campo Grande. A inauguração se deu em três etapas: primeiramente até Maracaju (1944), depois até Itaum no município de Dourados (1949), e finalmente até Ponta Porã (1953), divisa com o Paraguai.

### A estatização
Em 1915 a União rescindiu o contrato de empreitada e arrendamento que tinha com a Companhia Estrada de Ferro Noroeste do Brasil da ferrovia Itapura-Corumbá, e encampou a ferrovia Bauru-Itapura, da mesma empresa. Como resultado, tudo foi fundido sob controle estatal e, após ter alguns nomes por um curto período, voltou à denominação definitiva Estrada de Ferro Noroeste do Brasil.
Em 1957, a N.O.B. foi uma das 18 empresas formadoras da Rede Ferroviária Federal S.A., uma sociedade de economia mista criada com a finalidade de concentrar todo o patrimônio ferroviário pertencente à União.

### A desestatização
Pelo processo de privatização da Rede Ferroviária Federal na década de 1990, a ferrovia foi a primeira a ser vendida. Como "Malha Oeste", foi arrematada em 1996 pela Ferrovia Novoeste S.A.. Esta foi fundida em 1998 com a Ferronorte e a Ferroban através do consórcio Brasil Ferrovias S.A.. Em 2002 houve nova cisão da Novoeste, juntamente com outros trechos paulistas de bitola métrica, formando a chamada Novoeste Brasil. Por fim, em maio de 2006, houve fusão da Novoeste Brasil e da Brasil Ferrovias com a América Latina Logística (empresa pertencente desde 2015 a Rumo Logística), através de troca de ações entre os respectivos controladores.
Desde a privatização, os trens de passageiros foram totalmente suprimidos em toda a malha da Noroeste, pois a concessão teve previsão apenas do transporte de cargas. As poucas estações da N.O.B. que foram aproveitadas para este uso são raridade, estando então a maioria em estado deplorável. Em relação ao ramal de Ponta Porã, além disso, sequer as composições cargueiras trafegam desde então, estando o trecho atualmente em pleno abandono, aparentemente por desinteresse comercial da concessionária.

## Velocidade
A ferrovia possuí raio mínimo de curva de 164 metros e rampa máxima de 3,5%, o que permite uma velocidade máxima de 53 km/h.